# Europawahl in Lettland 2009
- PCTVL: 1
- SC: 2
- LPP/LC: 1
- JL: 1
- PS: 2
- TB: 1

Die Europawahl in Lettland 2009 fand am 6. Juni 2009 statt. Sie wurde im Zuge der EU-weit stattfindenden Europawahl 2009 durchgeführt, wobei in Lettland acht der 736 Sitze im Europäischen Parlament vergeben wurden. Sollte der Vertrag von Lissabon während der Legislaturperiode 2009–14 in Kraft treten, wird ein weiterer lettischer Abgeordneter in das Parlament nachrücken.
Die Wahlbeteiligung betrug 53,7 % und lag damit über dem europaweiten Durchschnitt (43,1 %) sowie auch über dem lettischen Ergebnis bei der Europawahl 2004 (41,3 %).
Im Vergleich zu 2004 veränderten sich die Ergebnisse stark. Wahlsieger war die erst 2008 gegründete konservative Pilsoniskā savienība (PS), zweitstärkste Partei wurde die 2005 gegründete sozialistische Saskaņas Centrs (SC). TB/LNNK, JL und TP verloren deutlich; die LPP-LC erreichte knapp das Niveau, das LC 2004 allein erreicht hatte, wobei das einzige Mandat des Wahlbündnisses an einen Abgeordneten der LPP ging. Nur das Ergebnis der PCTVL veränderte sich kaum. Die neu gegründete europaskeptische Partei Libertas scheiterte mit 4,3 % an der Fünf-Prozent-Hürde.
Die Wahl erfolgte nach dem Verhältniswahlrecht mit Vorzugsstimmen nach dem D’Hondt-Verfahren, wobei das ganze Land einen einheitlichen Wahlkreis bildete. Es galt eine Sperrklausel von 5 Prozent. Das aktive Wahlrecht hatten Bürger ab 18, das passive Wahlrecht ab 21 Jahren.

## Parteien
An der Wahl nahmen 17 Listen mit insgesamt 185 Kandidaten teil. Fünf davon hatten bereits bei der Europawahl in Lettland 2004 Sitze gewonnen. Dies waren die rechtskonservative TB/LNNK (4 Sitze), die liberalkonservative JL (2 Sitze), die konservative TP, die russische Minderheitenpartei PCTVL und die liberale LC (je 1 Sitz), wobei letztere 2009 in einem Wahlbündnis mit der christdemokratischen LPP antrat.
| Partei                                         | Europapartei | Scheidendes Parlament | Scheidendes Parlament |
| Partei                                         | Europapartei | Mandate               | EP-Fraktion           |
| ---------------------------------------------- | ------------ | --------------------- | --------------------- |
| Jaunais laiks (JL)                             | –            | 2                     | EVP                   |
| Pilsoniskā savienība (PS)                      | -            | 2                     | EVP                   |
| Par Cilvēka Tiesībām Vienotā Latvijā (PCTVL)   | EFA          | 1                     | Grüne/EFA             |
| Tēvzemei un Brīvībai/LNNK (TB/LNNK)            | AEN          | 1                     | EKR                   |
| Tautos pažangos partija [→ n.k.]               | –            | 1                     | EVP                   |
| Unabhängige⁠ [→ n.k.]                           | –            | 2                     | ALDE/UEN              |
| Tautas Saskaņas partija 1                      | –            | –                     | -                     |
| Latvijas Sociālistiskā partija 1               | –            | –                     | -                     |
| Latvijas Pirmā partija/Latvijas Ceļš           | ELDR         | –                     | -                     |
| Libertas                                       | Libertas     | –                     | -                     |
| Sabiedrība citai politikai                     | –            | –                     | -                     |
| Latvijas Sociāldemokrātiskā Strādnieku partija | SPE          | –                     | -                     |
| Zaļo un Zemnieku savienība                     | EGP          | –                     | -                     |
| Visu Latvijai                                  | –            | –                     | –                     |
| Tautas partija                                 | EVP          | –                     | -                     |
| Dzimtene                                       | –            | –                     | –                     |
| Rīcības partija                                | –            | –                     | –                     |
| Kristīgi demokrātiskā savienība                | –            | –                     | –                     |
| Osipova partija                                | –            | –                     | –                     |
| Latvijas Atdzimšanas partija                   | –            | –                     | –                     |
|                                                |              |                       |                       |
| Quelle: Scheidendes Parlament (2014), Mandate  |              |                       |                       |

## Ergebnis
| Listen                                           | Listen                                         | Stimmen   | %    | +/-   | Mandate | +/- |
| ------------------------------------------------ | ---------------------------------------------- | --------- | ---- | ----- | ------- | --- |
|                                                  | Pilsoniskā savienība                           | 192.537   | 24,3 | Neu   | 2       | Neu |
|                                                  | Saskaņas Centrs                                | 154.894   | 19,6 | +14,8 | 2       | +2  |
|                                                  | Par Cilvēka Tiesībām Vienotā Latvijā           | 76.436    | 9,7  | –1,0  | 1       | ±0  |
|                                                  | Latvijas Pirmā partija/Latvijas Ceļš           | 59.326    | 7,5  | –1,9  | 1       | ±0  |
|                                                  | Tēvzemei un Brīvībai/LNNK                      | 58.991    | 7,5  | –22,3 | 1       | –3  |
|                                                  | Jaunais laiks                                  | 52.751    | 6,7  | –13,0 | 1       | –1  |
|                                                  | Libertas                                       | 34.073    | 4,3  | Neu   | –       | Neu |
|                                                  | Sabiedrība citai politikai                     | 30.444    | 3,8  | Neu   | –       | Neu |
|                                                  | Latvijas Sociāldemokrātiskā Strādnieku partija | 30.004    | 3,8  | –1,0  | –       | ±0  |
|                                                  | Zaļo un Zemnieku savienība                     | 29.463    | 3,7  | –0,5  | –       | ±0  |
|                                                  | Visu Latvijai                                  | 22.240    | 2,8  | Neu   | –       | Neu |
|                                                  | Tautas partija                                 | 21.968    | 2,8  | –3,9  | –       | –1  |
|                                                  | Dzimtene                                       | 4.409     | 0,6  | Neu   | –       | Neu |
|                                                  | Rīcības partija                                | 3.373     | 0,4  | –0,5  | –       | ±0  |
|                                                  | Kristīgi demokrātiskā savienība                | 2.361     | 0,3  | –0,1  | –       | ±0  |
|                                                  | Osipova partija                                | 2.102     | 0,3  | Neu   | –       | Neu |
|                                                  | Latvijas Atdzimšanas partija                   | 1.712     | 0,2  | Neu   | –       | Neu |
| Gesamt                                           | Gesamt                                         | 791.597   | 100  |       | 8       | –1  |
|                                                  |                                                |           |      |       |         |     |
| Ungültige Stimmen                                | Ungültige Stimmen                              | 5.622     | 0,7  | +0,7  |         |     |
| Wähler                                           | Wähler                                         | 797.219   | 53,7 | +12,0 |         |     |
| Wahlberechtigte                                  | Wahlberechtigte                                | 1.484.781 |      |       |         |     |
|                                                  |                                                |           |      |       |         |     |
| Quelle: Centrālā vēlēšanu komisija (S. 161, 204) |                                                |           |      |       |         |     |

## Fraktionen im Europäischen Parlament
| Liste/Partei                   | Liste/Partei                         | Liste/Partei                         | Liste/Partei                         | Mandate | Fraktion |
| ------------------------------ | ------------------------------------ | ------------------------------------ | ------------------------------------ | ------- | -------- |
|                                | Pilsoniskā savienība                 | Pilsoniskā savienība                 | Pilsoniskā savienība                 | 2 / 8   | EVP      |
|                                | Saskaņas Centrs                      |                                      | Tautas Saskaņas partija              | 1 / 8   | S&D      |
|                                | Saskaņas Centrs                      | Latvijas Sociālistiskā partija       | 1 / 8                                | GUE/NGL |          |
|                                | Par cilvēka tiesībām vienotā Latvijā | Par cilvēka tiesībām vienotā Latvijā | Par cilvēka tiesībām vienotā Latvijā | 1 / 8   | G/EFA    |
|                                | Latvijas Pirmā partija/Latvijas Ceļš | Latvijas Pirmā partija/Latvijas Ceļš | Latvijas Pirmā partija/Latvijas Ceļš | 1 / 8   | ALDE     |
|                                | Tēvzemei un Brīvībai/LNNK            | Tēvzemei un Brīvībai/LNNK            | Tēvzemei un Brīvībai/LNNK            | 1 / 8   | EKR      |
|                                | Jaunais laiks                        | Jaunais laiks                        | Jaunais laiks                        | 1 / 8   | EVP      |
|                                |                                      |                                      |                                      |         |          |
| Quelle: Europäisches Parlament |                                      |                                      |                                      |         |          |

Da die beiden stärksten Parteien, PS und SC, keiner europäischen Partei angehörten und auch zuvor nicht im Parlament vertreten waren, war ihre Zuordnung zu den Fraktionen im Europäischen Parlament zunächst unsicher. Während sich die PS schließlich der Fraktion der Europäischen Volkspartei (Christdemokraten) anschloss, teilten sich die beiden SC-Abgeordneten auf: Einer von ihnen wurde Mitglied der linken GUE/NGL-Fraktion, der andere schloss sich der sozialdemokratischen S&D an. Die TB/LNNK war bis 2009 Mitglied der nationalkonservativen Fraktion UEN gewesen war, die sich nach der Wahl auflöste. Stattdessen schloss sich der TB/LNNK-Abgeordnete der neuen konservativen Fraktion ECR an. Der Abgeordnete der LPP, die keiner europäischen Partei angehört, schloss sich der liberalen Fraktion ALDE an, zu der auch der Parlamentarier der LC gehört hatte, die mit das Listenbündnis mit der LPP eingegangen war.